# Camps de Ras al-Aïn
Les camps de Ras al-Aïn sont des camps de concentration situés dans le désert aux alentours de la ville syrienne de Ras al-Aïn. Au cours du génocide arménien, ces camps ont été le lieu de déportation et de massacres de nombreuses victimes arméniennes. Ces camps sont devenus les « synonymes de la souffrance des Arméniens ».

## Histoire
Ras al-Aïn devient l'une des principales destinations des Arméniens déportés depuis l'Anatolie. En septembre 1915 arrivent les premiers groupes de réfugiés (souvent constitués de femmes et d'enfants) au terme d'un trajet épuisant. En avril 1916, le consul allemand signale « de nouveau, des massacres à Ras ul Ain » : « chaque jour, entre 300 et 500 déportés sont emmenés hors du camp de concentration et massacrés, à 10 kilomètres de Ras ul Ain ». À l'été 1916, le gouvernement turc improvise de nouvelles séries de massacres dans les secteurs de Deir ez-Zor, Rakka et Ras ul-Ain. En 1916, plus de 80 000 Arméniens sont assassinés à Ras al-Aïn. D'après les rapports, en une seule journée, environ 300 ou 400 femmes sont arrivées aux camps, entièrement nues, et ont été victimes de « pillages » par des membres locaux de la gendarmerie et des tchétchènes : « tous les corps, sans exception, étaient dévêtus et, à voir les blessures des victimes, elles avaient été tuées après avoir subi des brutalités inexprimables ». « Les actes de vol et de meurtres sur les déportés n'étaient pas punis », car le kaimakam (gouverneur) local avait ordonné le massacre des Arméniens déportés. Dauri (Diirri) Bey, fils du Turc Defterdar Djemal, Bey d'Alep, était officiellement le Haut Exécuteur des Arméniens à Ras-el-Ain. « Cette brute, après avoir dépouillé les victimes de leurs bijoux, choisissait les plus jeunes filles issues de bonnes famille puis il les gardait pour son harem ».
Un témoin visuel raconte : « Pendant notre marche, des soldats turcs armés d'épées ont soudainement fendu la foule et, comme des fauves lâchés parmi un troupeau de moutons, ils ont tué et blessé de nombreuses personnes. Les survivants étaient convoyés, sous la menace des épées couvertes de sang, jusqu'à Ras-ul-Ain. Nous avions atteint le désert. Cet endroit était célèbre en raison des massacres qui y régnaient, car tous ceux qui y étaient envoyés étaient promis à la mort ».
À plusieurs reprises, des camps entiers de Ras al-Aïn sont liquidés pour enrayer l'épidémie de fièvre typhoïde. D'après l'ambassadeur américain Henry Morgenthau Senior, pendant l'ensemble du trajet vers Ras al-Aïn, l'existence des voyageurs arméniens accablés n'était qu'« une longue horreur ».

## Déportés célèbres
- Aram Andonian

## Dans la culture
Certaines scènes du film The Cut montrent une représentation des camps de Ras al-Aïn.

### Documentation
- Survivors: An Oral History Of The Armenian Genocide, by Donald E. Miller, Lorna Touryan Miller, University of California Press, 1999,  (ISBN 0-520-21956-2)